# Luca Dalla Vecchia
Luca Dalla Vecchia (Schio, 19 settembre 1978) è un ex cestista italiano.

## Carriera
Alto 204 cm di ruolo centro (ed anche ala), è cresciuto nelle giovanili della Pallacanestro Cantù. Presente nella rosa della prima squadra dal 1997, nel 1998-99 ha disputato una parentesi in Serie C2 con l'Associazione Basket Cantù.
Nelle due stagioni successive è ritornato in Serie A1 con la Pallacanestro Cantù, ed ha disputato nella massima serie 14 partite.
Successivamente ha militato nella Virtus Imola, e poi a Vigevano, Firenze, Gorizia, Corato.